# Posadowa Mogilska
Posadowa Mogilska est une localité polonaise de la gmina de Korzenna, située dans le powiat de Nowy Sącz en voïvodie de Petite-Pologne.